# Mathias Schweikle

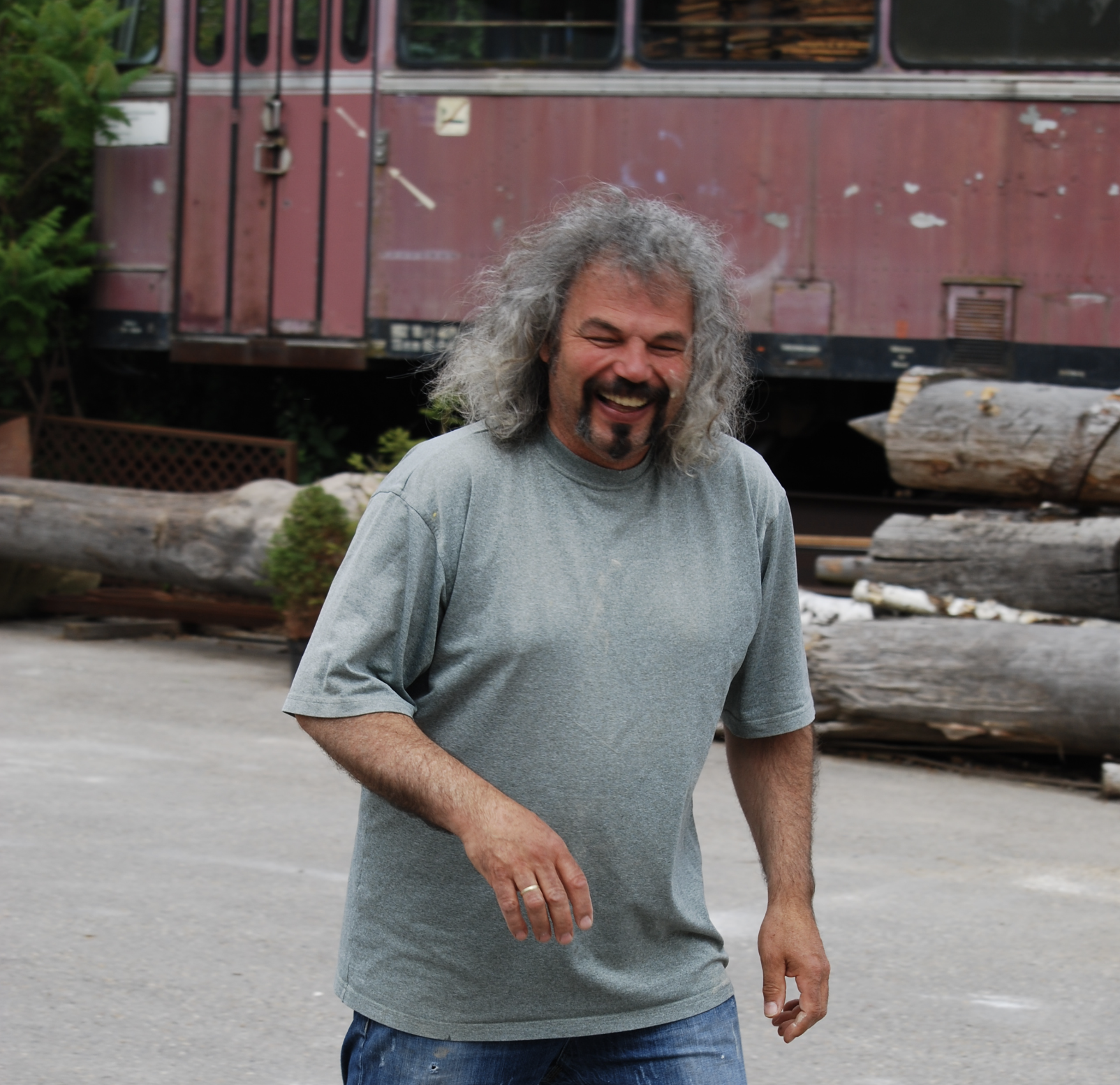
Mathias Schweikle 2011

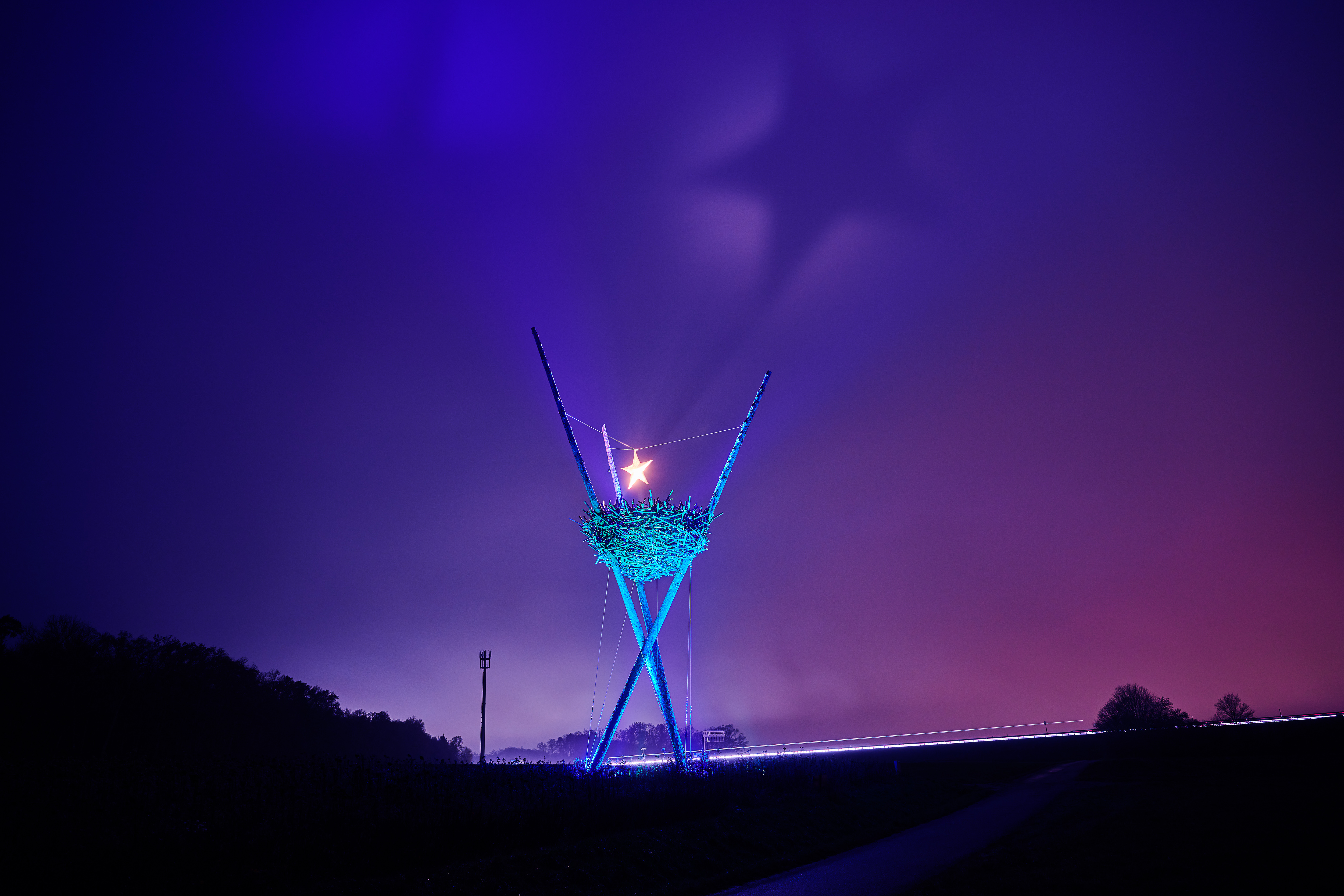
Das Nest 2.0, Dezember 2022

Mathias Schweikle (* 23. März 1962) ist ein deutscher Stuckateurmeister, Land-Art-Künstler und Bildhauer.

## Leben
Mathias Schweikle absolvierte von 1977 bis 1980 eine Lehre als Gipser und Stuckateur und legte im Jahr 1987 nach Besuch der Bundesfachschule für Stuckateure in Heilbronn seine Meisterprüfung ab. Danach durchquerte er die Sahara und reiste nach Australien und Mexiko. Er führt in dritter Generation den Gipser- und Stuckateurbetrieb Schweikle in Pfalzgrafenweiler.
Neben seiner Arbeit als Stuckateur und Gipser ist er seit 1999 auch freischaffender Künstler im Bereich Landart. Als Inspiration und Stadtort seiner Kunstwerke dient die heimische Natur im Schwarzwald, in der Mathias Schweikle aufgewachsen ist und lebt. Als Bildhauer bevorzugt er die Materialien Holz, Stahl und Betonguss.
Bekannt ist sein Kunstwerk Das Nest nahe der Autobahn 81 bei Ehningen als Bestandteil des Sklupturenpfades Sculptoura. Es wurde seit seiner Eröffnung 2014 mehrfach saisonal und dem Zeitgeschehen entsprechend neu inszeniert. Die Vier Blauen Bäume an der L 404 im Kreuzungsbereich Durrweiler/Kälberbronn feierten 2021 ihr 20-jähriges Jubiläum. Sie stehen seither als „Mahnmal für den Klimaschutz und für einen schonenderen Umgang mit der Umwelt“.

## Kunstwerke im Öffentlichen Raum
- Weihnachtsgrüße, Origami-Taube[10], im großen Vogelnest, 2023
- Spiegeleier[11], 2023
- Das Nest 2.0[12], 2022
- Frühling im Nest[13], Ostern 2021
- Friedenstaube zum Fest[14], Vogelnest Weihnachten 2020
- Das neue Kapitel[15][16] Künstlersymposium Calw 2020
- Vogelnest Corona-Edition[17][18] 2020
- Funkelnder Stern[6] 2019
- Vogelkäfig[19] Sculptoura 2019
- Insektenhotel Kindergartenprojekt 2018
- Frohe Ostern[5][20] Sculptoura 2018
- 5x5 Betongold[21] Seebachtal bei Schönaich 2017
- Blauer Hobel[22][23][24][25] Schreinerdorf Pfalzgrafenweiler 2017
- Die Eisgriller 2016–2017
- Feldbilliard Sculptoura 2017
- Lippenstift[26][27][28] an der B28 Pfalzgrafenweiler 2016
- Vogelnest mit blauen Eiern 2015[29][30]
- Holzrückrad des Landkreis Freudenstadt 2014
- Holzexplosion an der Waldsägmühle 2014
- Labyrinth[31] Sculptoura 2014
- Das Nest[32][33][4] Sculptoura 2014
- Bioenergie Holzskulptur[34] 2014
- Fahr mal hin SWR „Im Farbenfrohen Schwarzwald“ 2013
- Streetart Hohenzollern 2013
- Stürmische Zeiten in der Windkraft SWR 2012
- Krabbenpfad[35] Waldachtal 2012, Waldachtal/Vesperweiler
- Bienenkorb aus Holzpfosten[36] Landesgartenschau Nagold 2012 / Plenum Heckengäu 2012
- „Flieg Käfer, flieg“ Jahr der Wälder[37] 2011
- Ameisen[38][25][39] Kreisverkehr 2011, Verkehrskreisel in Pfalzgrafenweiler
- Schlaue Biester – Naturschutzzentrum Ruhestein 2010
- 100 Jahre JVA Oberndorf Baumscheibenprojekt 2009
- Holzbohrer 2009 Homag
- 100 Jahre Bländerwald Spinnennetz SWR Projekt 2008
- Wasserschloß Glatt / Bauernmuseum / Farbdusche 2008
- Merkelfächer / Weihnachtsbaum Berlin 2007
- Zündende Idee Mönchhofsägmühle, Waldachtal SWR 2007
- Feldbilliard[40] 2006 Homag
- Baumarchiv – Glashütte Buhlbach 2007
- Weilerwaldfest Käferholz 2007
- Spinnennetz[41] 2006
- Holzfackeln für Manila 2006
- 3000 schritte 2006
- Holzfächer Baiersbronn 2005
- Sturmholzmikado 2004 SWR Projekt
- Halbe Wurzel[42] in Zusammenarbeit mit Lutz Ackermann 2004
- Wandbild Minsk / Tschernobyl 2003
- Bunte Feldarbeiten[43] 2003 bis 2013 (10-jähriges Bestehen)
- Europa im Fluss höchste Tanne Deutschlands SWR 2001
- Vier Blaue Bäume[44][45] 2001
- Sturmholzkreis[46] 2001

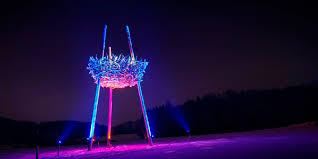
Vogelnest „Funkelnder Stern“ 2019
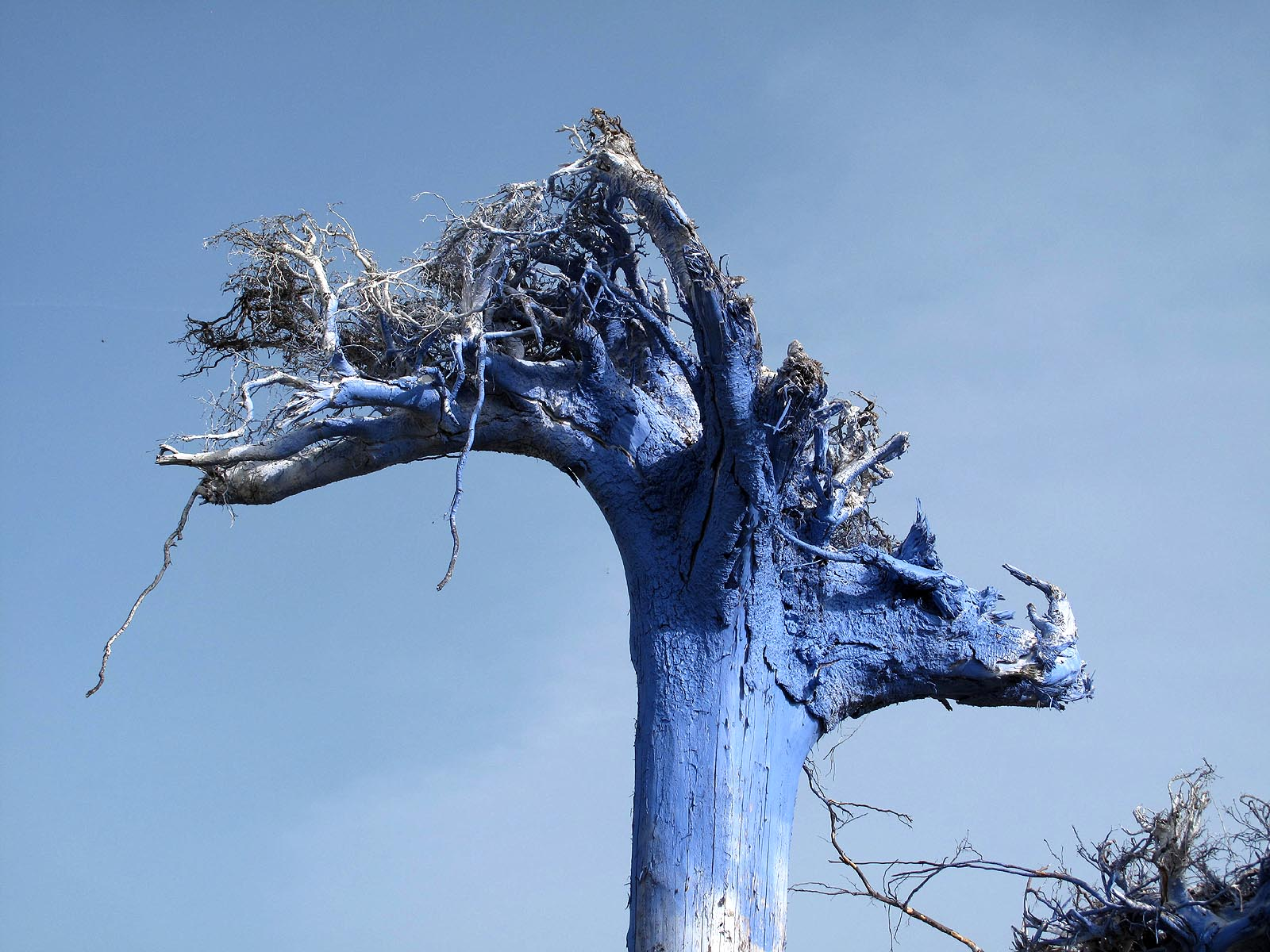
Vier blaue Bäume, 2001
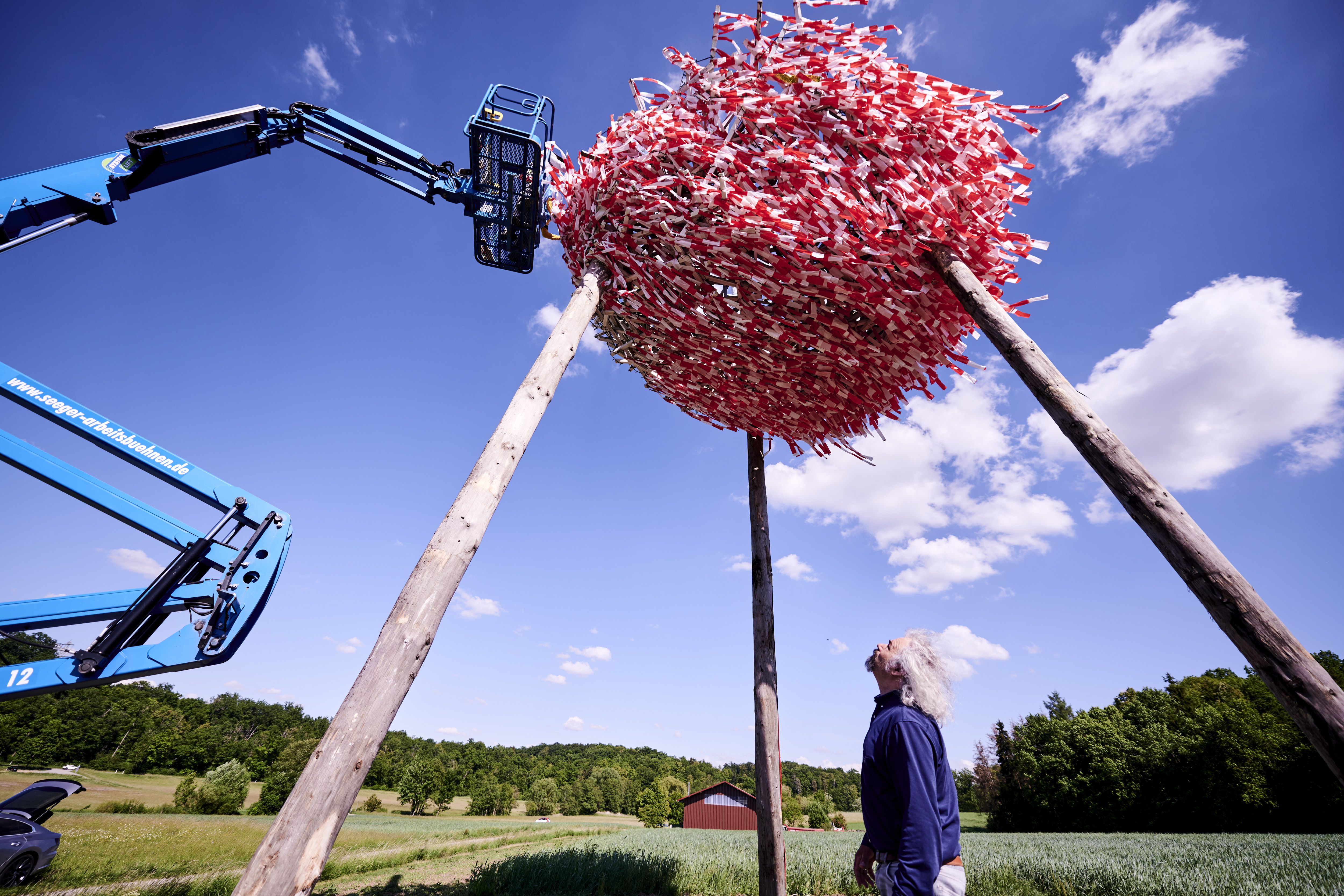
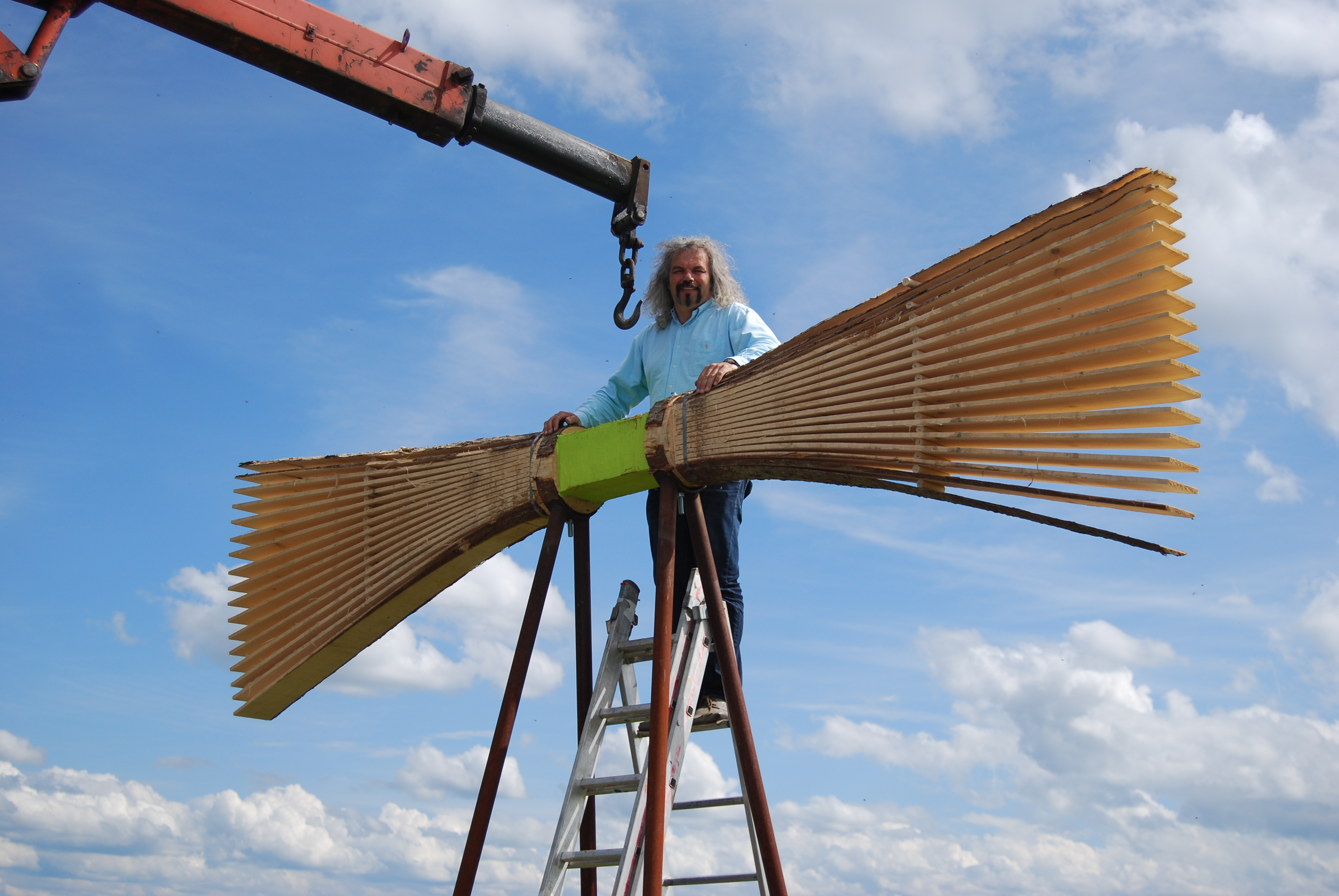
Holzfächer, 2005
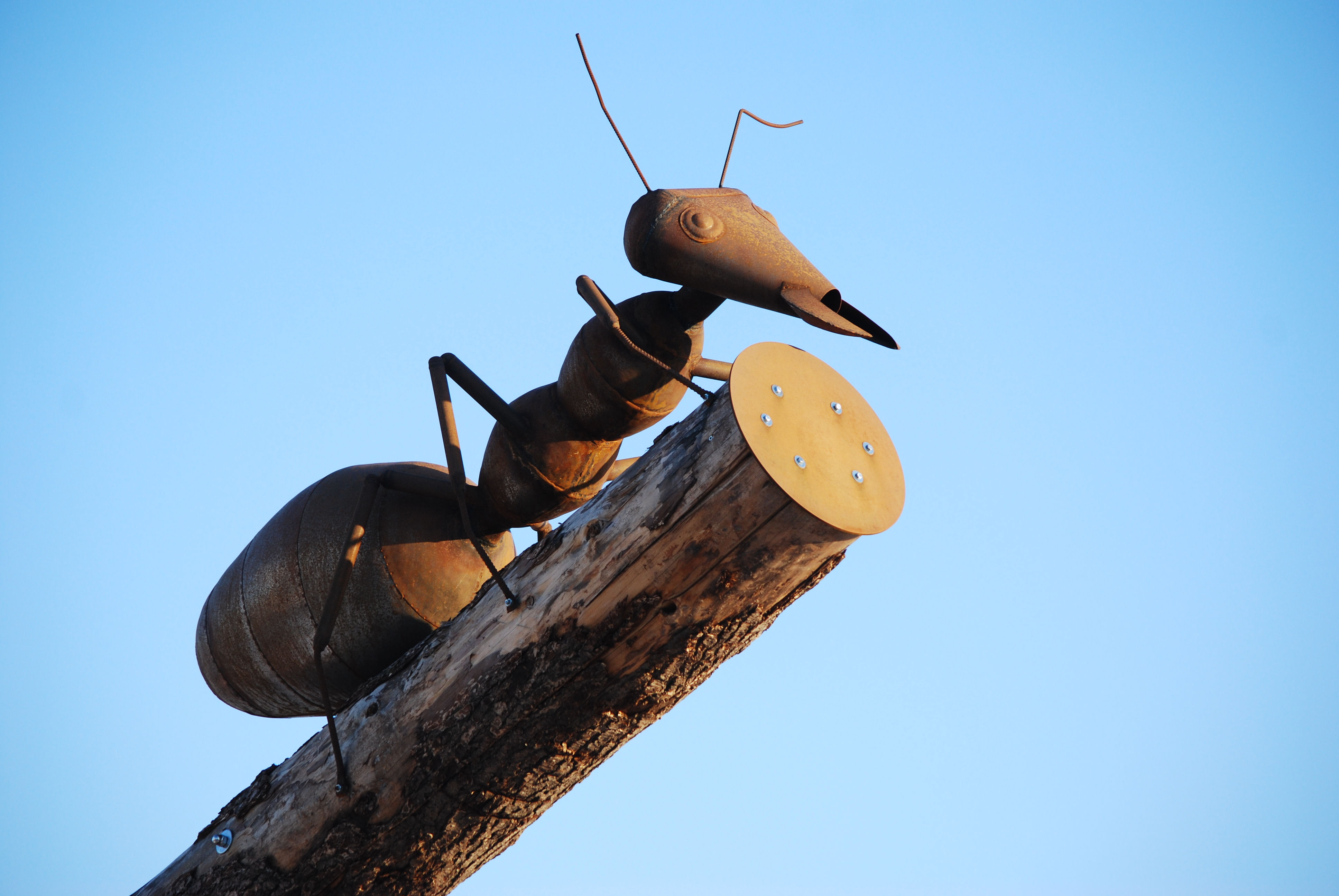
Ameisen, Kunst am Kreisverkehr, 2011
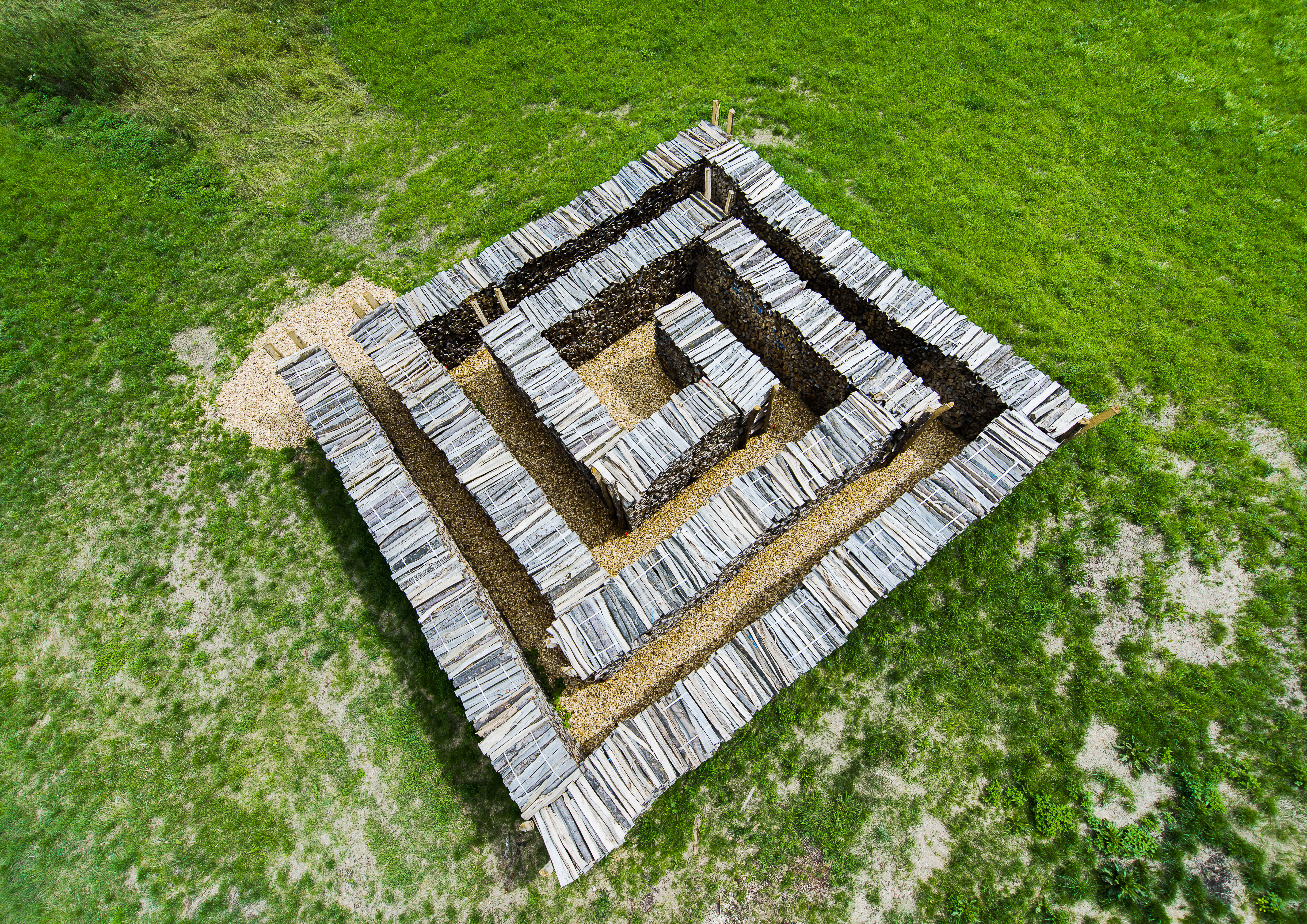
Brennholzlabyrinth, Sculptoura, 2014
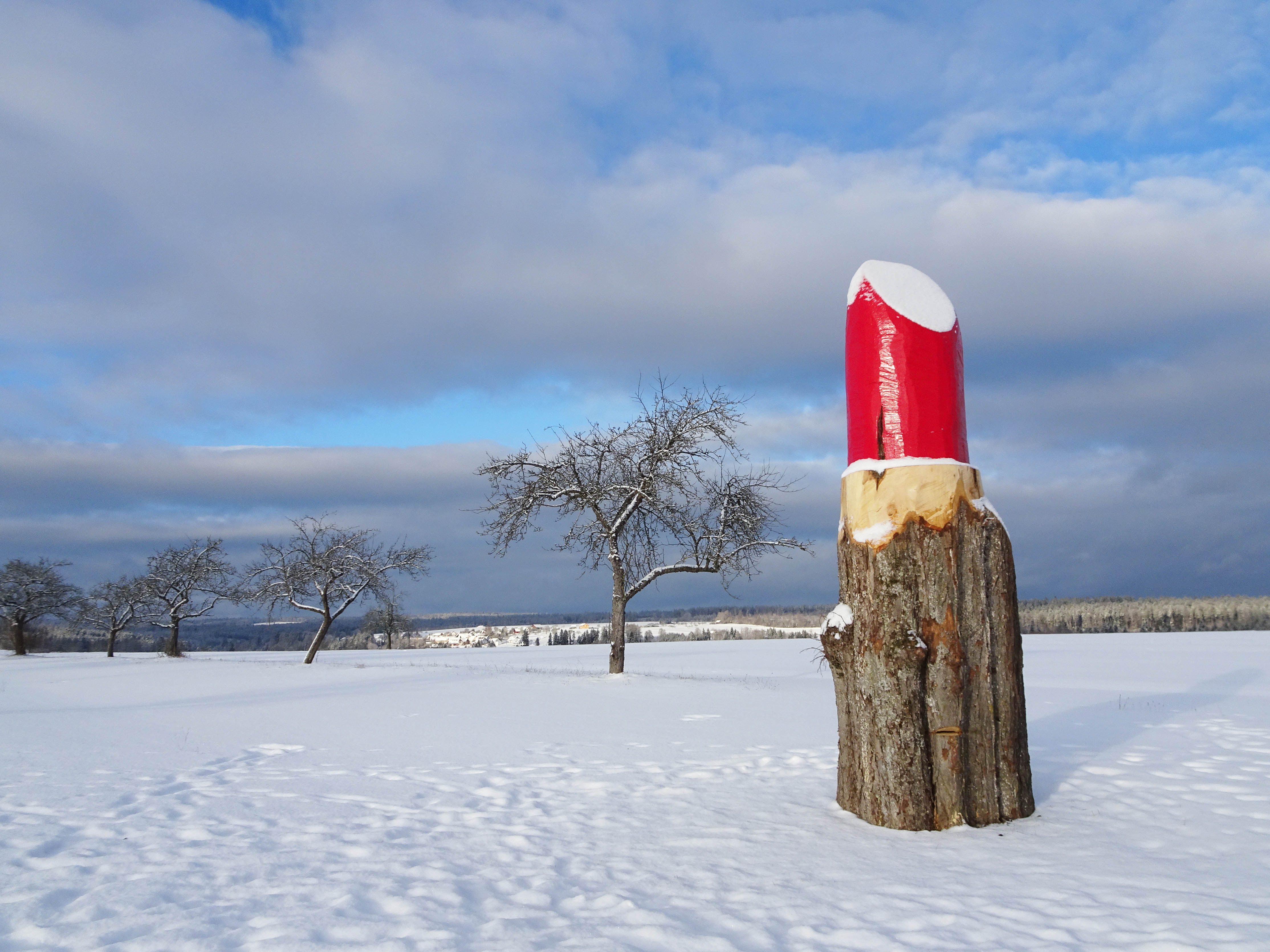
Lippenstift, 2016
Feldbilliard, Firma Homag, Bösingen, 2006
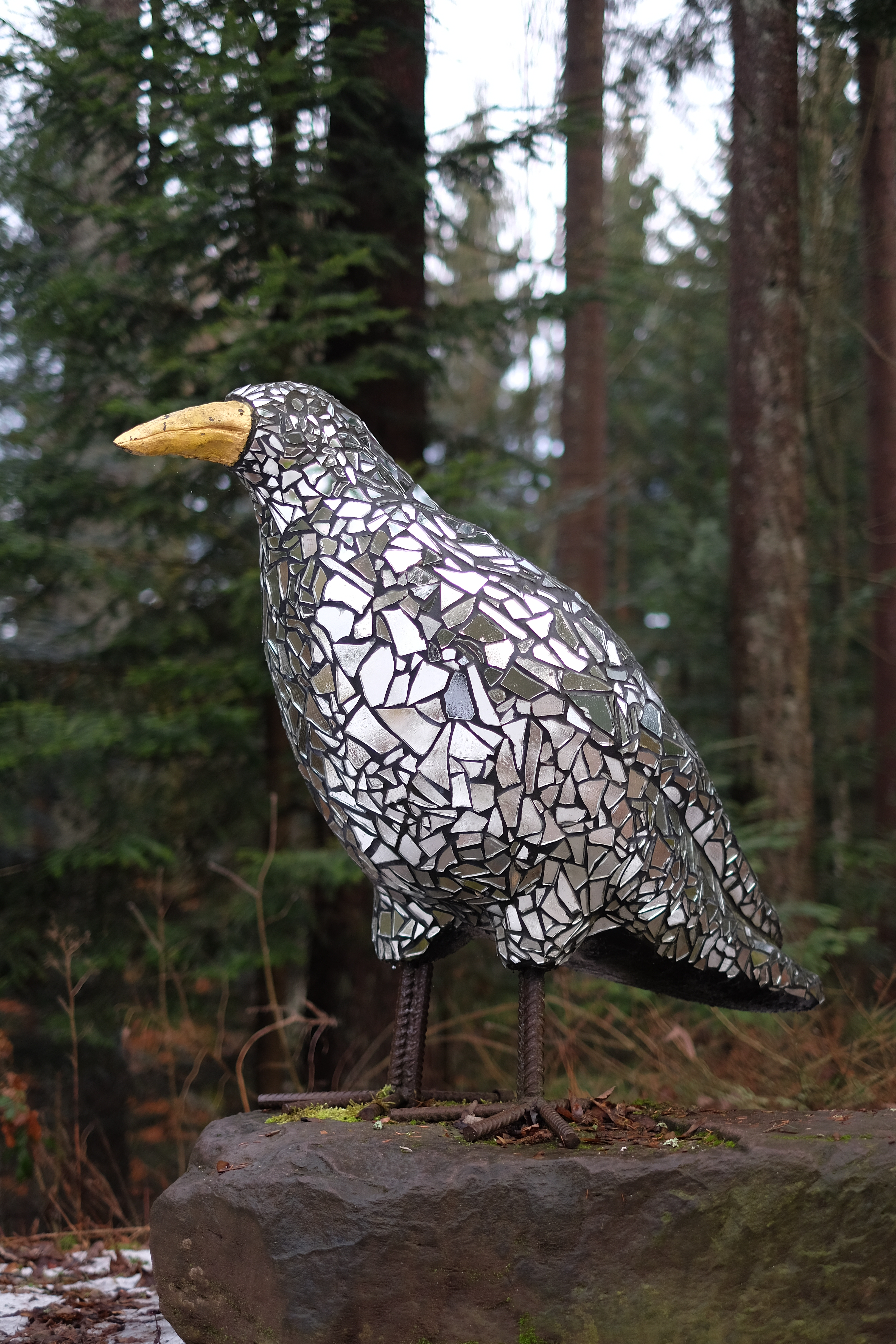
Spiegelrabe auf dem Krabbenpfad, Waldachtal
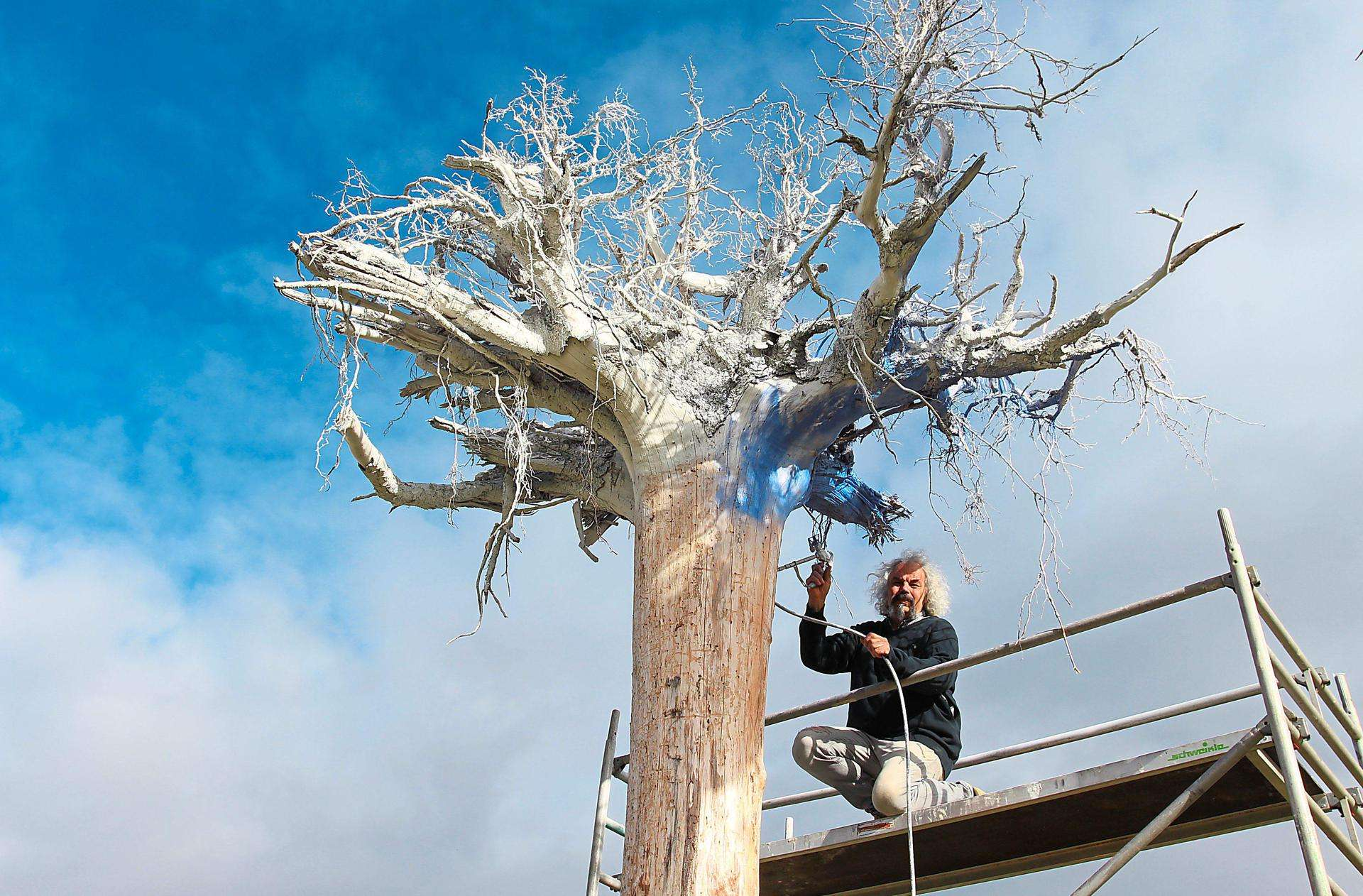
Restaurationsarbeiten zum 20-jährigen Jumbiläum des Kunstwerks 'Vier Blaue Bäume'